# Adreian Payne
Adreian DeAngleo Payne (ur. 19 lutego 1991 w Dayton, zm. 9 maja 2022 w Orlando) – amerykański koszykarz, występujący na pozycjach silnego skrzydłowego lub środkowego.
21 sierpnia 2017 podpisał umowę z Orlando Magic na występy zarówno w NBA, jak i zespole G-League – Lakeland Magic.
5 lutego 2018 został zawodnikiem greckiego Panathinaikosu Ateny. Kolejny sezon rozpoczął w chińskim Nanjing Tongxi Monkey King. 12 stycznia 2019 powrócił do Grecji i Panathikanikosu. 9 marca 2019 dołączył do francuskiego ASVEL Basket. 25 lutego 2021 zawarł umowę z tureckim OGM Ormanspor. W grudniu 2021 podpisał kontrakt z litewskim Juventusem Uciana. 17 lutego 2022 opuścił klub.
9 maja 2022 został postrzelony w swoim domu, w Orlando, następnie przewieziony do szpitala, gdzie zmarł. Biuro szeryfa otrzymało informację o strzałach, o 1:37 w nocy, podejrzany, Lawrence Dority został aresztowany na miejscu.

## Osiągnięcia
Na podstawie, o ile nie zaznaczono inaczej.
NCAA
- Uczestnik rozgrywek:
  - Elite Eight turnieju NCAA (20140
  - Sweet Sixteen turnieju NCAA (2012–2014)
  - turnieju NCAA (2011–2014)
- Mistrz:
  - turnieju konferencji Big 10 (2012, 2014)
  - sezonu regularnego Big 10 (2012)
- Zaliczony do:
  - I składu turnieju:
    - Big Ten (2014)
    - Coaches vs. Classic (2014)

  - II składu Big Ten (2013, 2014)
- Uczestnik konkursu wsadów NCAA (2014)[11]

Drużynowe
- Mistrz:
  - Grecji (2018)
  - Francji (2019)
- Zdobywca pucharu:
  - Grecji (2019)
  - Francji (2019)

Reprezentacja
- Uczestnik Uniwersjady (2013 – 9. miejsce)